# Tricharaea protricta
Tricharaea protricta är en tvåvingeart som först beskrevs av Walker 1861.  Tricharaea protricta ingår i släktet Tricharaea och familjen köttflugor. Inga underarter finns listade i Catalogue of Life.